# 가스카베역
가스카베역(일본어: 春日部駅, かすかべえき)은 일본 사이타마현 가스카베시에 있는 철도역이다.

## 타는 곳

가스카베 역 배선도

- 승강장 형태: 혼합식 승강장 3면 5선

| ↑ 이치노와리 / ↑ 후지노우시지마 |
| \| ３４ \| ７８ \|              |
| 기타카스카베 ↓ / 야기사키 ↓     |

| 1    | ■이세사키 선 (상행) | 고시가야·기타센주·아사쿠사 방면 ○ 히비야 선 우에노·긴자·나카메구로 ○ 한조몬 선 긴시초·오테마치·시부야 방면 ■ 도쿄 급행 전철 덴엔토시 선 후타코 다마가와·주오린칸 방면                      |
| 3・4 | ■이세사키 선 (하행) | 도부 동물공원·구키·다테바야시·오타 방면 ■ 닛코 선 미나미쿠리하시·도치기·도부 우쓰노미야·도부 닛코·기누가와 온천 방면 ■ 야간 철도선 아이즈 고원 오제 입구 ■아이즈 철도선 아이즈 다지마 방면 |
| 7    | ■ 노다 선 (하행)    | 미나미사쿠라이·노다 시·가시와·후나바시 방면 |
| 8    | ■ 노다 선 (상행)    | 도요하루·이와쓰키·오미야 방면 |

## 역세권 정보
- 가스카베 시청
- 사이타마 현 경찰 가스카베 경찰소

## 역사
- 1899년 8월 27일 - 영업 개시

## 로케이션
일본 애니메이션인 《크레용 신짱》 《러키☆스타》에서 본 역이 배경으로 등장하였다.

## 사진

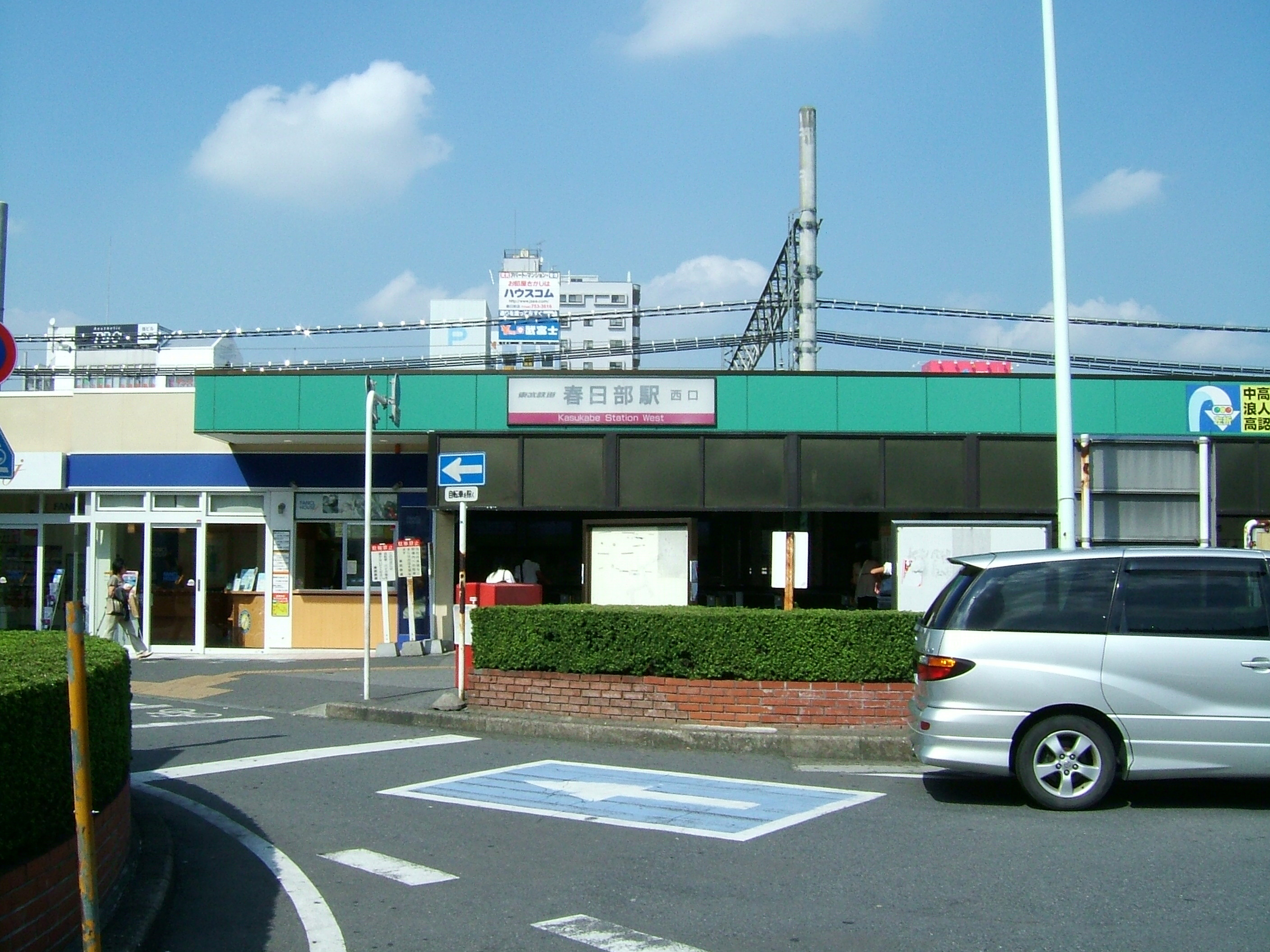
서쪽 역사 모습
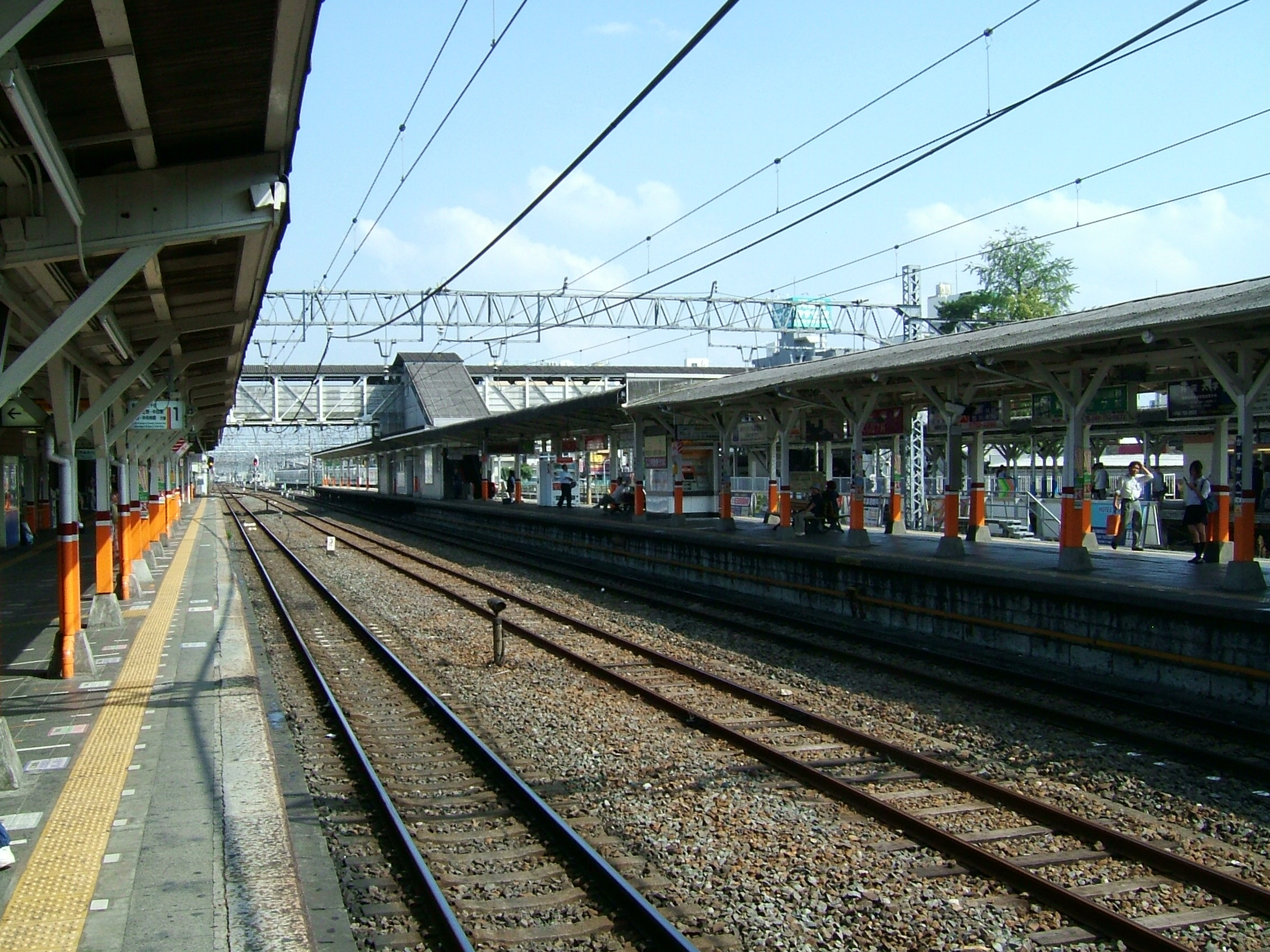
이세사키 선 승강장 모습
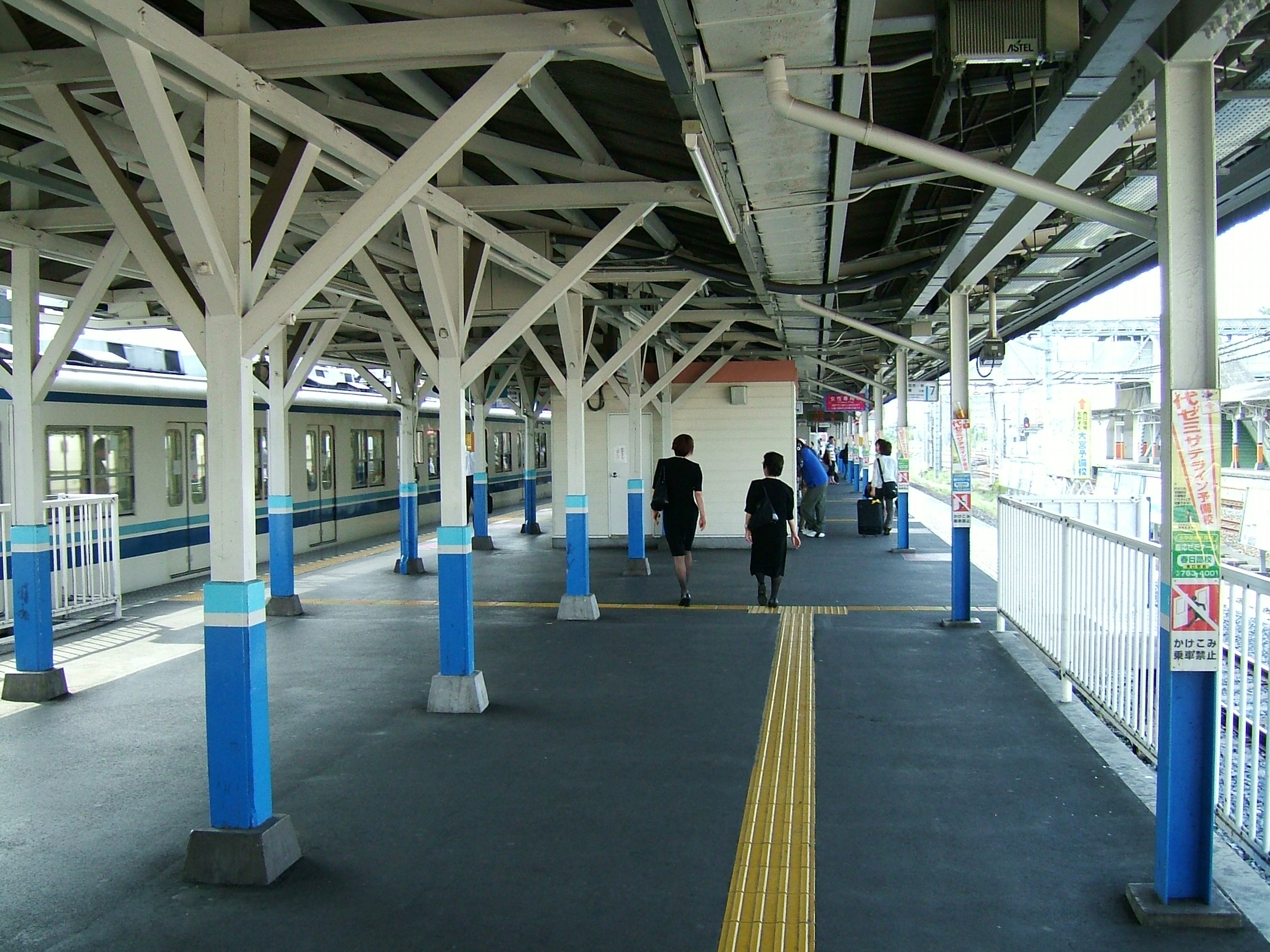
노다 선 승강장 모습